# Enhanced Mitigation Experience Toolkit
Enhanced Mitigation Experience Toolkit (EMET) war eine Sicherheits-Software von Microsoft für Windows-Systeme.
EMET konnte als Schutz vor (unbekannten) Angriffen durch Schadprogramme (Exploits) zusätzlich zu einer Firewall oder einem Antivirenprogramm installiert werden. EMET erschwerte das Ausnutzen von Sicherheitslücken in Software für Angreifer insbesondere Windows-Dienste, Windows Apps, Microsoft Office, veraltete Software und Drittanbietersoftware wie Adobe Reader, Adobe Flash Player, verschiedene Browser, Java, Skype oder VLC Media Player.
Das Programm konnte von jedermann als Freeware heruntergeladen und installiert werden. Der Konfiguration der Sicherheitsfunktionen diente eine graphische Oberfläche. Ein Wizard erleichterte die Konfiguration. Hauptzielgruppe von EMET waren Systemadministratoren.
EMET nutzte security mitigation technologies wie Data Execution Prevention (DEP), Structured Exception Handling Overwrite Protection (SEHOP), Address Space Layout Randomization (ASLR), Export Address Table Filtering (EAF), EAF+, Certificate Trust (Pinning) und das Blockieren von nicht vertrauenswürdigen Schriftarten (englisch Block Untrusted Fonts bei EMET Fonts genannt).
Alle Windows-Versionen ab Windows Vista mit Service Pack 2 und installiertem Microsoft .NET Framework 4.5 wurden unterstützt. Ältere Versionen wie EMET 4.1 konnten auch unter Windows XP mit .NET Framework 4.0 verwendet werden. Jenen Versionen fehlten die Funktionen SEHOP oder ASLR. Diese.
Im November 2016 kündigte Microsoft das Ende des Supports für EMET für den 31. Juli 2018 an. Seit dem Erscheinen von EMET 2009 wurden substanzielle Verbesserungen beim Browser und Betriebssystemkern umgesetzt. Windows 10 erhielt viele Funktionen und Technologien von EMET. Dies erübrigte laut Microsoft die Installation von EMET auf Windows 10-Geräten. Laut Carnegie Mellon University bietet Microsoft Windows 10 im November 2016 noch nicht alle Funktionen, um EMET komplett zu ersetzen. Es fehlten unter anderem die Funktionen EAF, EAF+, Pinning und Fonts.
Mit dem „Fall Creators Update“ wurden im Oktober 2017 EMET-Fähigkeiten im „Windows Defender Exploit Guard“ von Windows 10 integriert. Zudem für die Windows Enterprise-Variante mit dem „Windows Defender Application Guard“ ein erweiterter Schutz von Browsern sowie mit dem „Windows Defender Device Guard“ eine vereinheitlichte Anwendungssteuerung (englisch: application control) zur Verfügung. Alle drei Sicherheits-Tools sind Teil des lizenzpflichtigen „Windows Defender Advanced Threat Protection“ (ATP)-Dienstes.